# Wang Chunlu
Dit is een Chinese naam; de familienaam is Wang.
Wang Chunlu (27 september 1978) is een voormalig Chinees shorttrackster.
Op haar 19e won ze al olympisch zilver op de 3000 meter aflossing met het Chinese team in Nagano. Vier jaar later, tijdens de Winterspelen van Salt Lake City voegde ze daar twee medailles aan toe, nogmaals zilver op de aflossing en brons op de 500 meter. In 1995, 1998 en 2001 werd ze tweede op het wereldkampioenschap. In 2000 en 2003 werd ze met het Chinese team wereldkampioen op de aflossing.

## Persoonlijke records
| Afstand    | Tijd     | Datum      | Baan           | Land |
| ---------- | -------- | ---------- | -------------- | ---- |
| 500 meter  | 44.931   | 19-10-2001 | Calgary        | CAN  |
| 1000 meter | 1:31.349 | 23-2-2002  | Salt Lake City | USA  |
| 1500 meter | 2:25.269 | 23-10-2003 | Marquette      | USA  |
| 3000 meter | 5:04.529 | 29-3-2002  | Changchun      | CHN  |

Geraadpleegd op: 12/8/2007